# Cachoeira da Primavera
A Cachoeira da Primavera é uma queda d'água localizada no Parque Natural Municipal da Muritiba (aka "Serrano"), a três quilômetros da cidade brasileira de Lençóis, na Chapada Diamantina, região central da Bahia.
Possui um fluxo relativamente suave, com águas puras e escuras em razão da presença de folhas e restos vegetais no curso do rio. Faz parte de um roteiro turístico que, partindo da cidade, passa pelo salão de areias coloridas (usadas para a confecção de "garrafinhas" vendidas como suvenires), o poço Halley, o Mirante de Lençóis e, no córrego Grizante, está a cachoeira da Primavera.
No depoimento da jornalista Vanessa Brunt, "é a que mais se parece com um mundo encantado para quem quer cenários de contos de fadas. Repleta de plantas pelas pedras próximas à queda d'água, ela conta com rochas que criam áreas sombreadas, ganhando semelhanças com pequenas grutas".